# عاصم بن عمر بن الخطاب
أبو عمرو عاصم بن عمر بن الخطاب تابعي مدني، وأحد رواة الحديث النبوي، وهو جد الخليفة الأموي عمر بن عبد العزيز لأمه.

## سيرته
ولد أبو عمرو عاصم بن عمر بن الخطاب بن نفيل العدوي القرشي في حياة النبي محمد، وأمه جميلة بنت ثابت الأنصارية أخت الصحابي عاصم بن ثابت، وهو أخو عبد الرحمن بن يزيد بن جارية لأمه. كان عاصم بن عمر طويلاً جسيمًا، عُرف عنه حُسن خُلُقُه، وقد قال عنه الذهبي: «كان من نبلاء الرجال، ديّنًا، خيّرًا، صالحًا، وكان بليغًا، فصيحًا، شاعرًا».
توفي عاصم بن عمر سنة 70 هـ بالربذة. وقد خلف عاصم من الولد عمر بن عاصم، وأمه نعم بنت الوليد من بني حارثة بن الأوقص وحفص بن عاصم وأمه سدرة بنت يزيد من بني محارب بن خصفة، وعبيد الله وسليمان وأمهما عائشة بنت مطيع بن الأسود، وحفصة وأم عاصم أم عمر بن عبد العزيز وأمهما أم عمارة بنت سفيان الثقفية.

## روايته للحديث النبوي
- روى عن: أبيه عمر بن الخطاب[1][2]
- روى عنه: ولديه حفص وعبيد الله وعروة بن الزبير.[1][2]
- الجرح والتعديل: قال أبو حاتم الرازي: «لا يُروى عنه سوى حديث واحد»،[1] وقد روى له الجماعة سوى محمد بن ماجه.[4]